# Kaiserinnenpokal
Der Kaiserinnenpokal (ursprünglich japanisch 皇后杯全日本女子サッカー選手権大会, Kōgōhai Zen Nippon Joshi Sakkaa Senshuken Taikai; seit 2018: 皇后杯 JFA 全日本女子サッカー選手権大会) ist der nationale Pokalwettbewerb für japanische Frauen-Fußballmannschaften.
Der Wettbewerb wird seit 1979 ausgetragen und ist quasi das Gegenstück zum Kaiserpokal, dem äquivalenten Wettbewerb für Männer. Rekordsieger der ersten 40 Jahren von 1979 bis 2019 ist NTV Beleza mit 14 Titeln, was auch einige Erfolge unter dem Namen Yomiuri in den 1980er und 1990er Jahren beinhaltet. Auch beim Wettbewerb 2020 setzte sich das Team durch, was entsprechend den 15. Titelgewinn bedeutete. Nach vier siegreichen Finalteilnahmen in Folge scheiterte NTV in der Vorschlussrunde des 43. Auflage des Wettbewerbs an JEF United Ichihara Chiba Ladies.

## Bisherige Finalspiele
| Jahr | Sieger                          | Ergebnis        | Zweiter                           |
| ---- | ------------------------------- | --------------- | --------------------------------- |
| 1979 | FC Jinnan                       | 2:1             | Takatsuki FC Ladies               |
| 1980 | Shimizu Dai-hachi SC            | 2:0             | FC Jinnan                         |
| 1981 | Shimizu Dai-hachi SC            | 6:0             | FC PAF                            |
| 1982 | Shimizu Dai-hachi SC            | 6:0             | FC Jinnan                         |
| 1983 | Shimizu Dai-hachi SC            | 2:0             | Takatsuki FC Ladies               |
| 1984 | Shimizu Dai-hachi SC            | 4:0             | Takatsuki FC Ladies               |
| 1985 | Shimizu Dai-hachi SC            | 5:1             | Takatsuki FC Ladies               |
| 1986 | Shimizu Dai-hachi SC            | 1:0             | Yomiuri S.C. Ladies Beleza        |
| 1987 | Yomiuri                         | 2:0             | Shimizu Dai-hachi SC              |
| 1988 | Yomiuri                         | 2:0             | Takatsuki FC Ladies               |
| 1989 | Takatsuki FC Ladies             | 1:0             | Suzuyo Shimizu FC Lovely Ladies   |
| 1990 | Nikko Securities Dream Ladies   | 3:3 (4:1 n. E.) | Suzuyo Shimizu FC Lovely Ladies   |
| 1991 | Suzuyo Shimizu FC Lovely Ladies | 0:0 (3:1 n. E.) | Yomiuri S.C. Ladies Beleza        |
| 1992 | Nikko Securities Dream Ladies   | 1:0             | Yomiuri S.C. Ladies Beleza        |
| 1993 | Yomiuri S.C. Ladies Beleza      | 2:0             | Prima Ham FC Kunoichi             |
| 1994 | Prima Ham FC Kunoichi           | 4:1             | Nikko Securities Dream Ladies     |
| 1995 | Fujita Soccer Club Mercury      | 3:2             | Yomiuri-Seiyu Beleza              |
| 1996 | Nikko Securities Dream Ladies   | 3:0             | Yomiuri-Seiyu Beleza              |
| 1997 | Yomiuri-Seiyu Beleza            | 1:0             | Prima Ham FC Kunoichi             |
| 1998 | Prima Ham FC Kunoichi           | 1:0             | Nikko Securities Dream Ladies     |
| 1999 | Tasaki Perule FC                | 0:0 (4:2 n. E.) | Prima Ham FC Kunoichi             |
| 2000 | NTV Beleza                      | 2:1             | Tasaki Perule FC                  |
| 2001 | Iga FC Kunoichi                 | 2:1 (n. V.)     | Tasaki Perule FC                  |
| 2002 | Tasaki Perule FC                | 1:0             | NTV Beleza                        |
| 2003 | Tasaki Perule FC                | 2:2 (5:3 n. E.) | NTV Beleza                        |
| 2004 | NTV Beleza                      | 3:1             | Saitama Reinas FC                 |
| 2005 | NTV Beleza                      | 4:1             | Tasaki Perule FC                  |
| 2006 | Tasaki Perule FC                | 2:0             | Okayama Yunogo Belle              |
| 2007 | NTV Beleza                      | 2:0             | Tasaki Perule FC                  |
| 2008 | NTV Beleza                      | 4:1             | INAC Leonessa                     |
| 2009 | NTV Beleza                      | 2:0             | Urawa Red Diamonds Ladies         |
| 2010 | INAC Kōbe Leonessa              | 1:1 (3:2 n. E.) | Urawa Red Diamonds Ladies         |
| 2011 | INAC Kōbe Leonessa              | 3:0             | Albirex Niigata Ladies            |
| 2012 | INAC Kōbe Leonessa              | 1:0             | JEF United Ichihara Chiba Ladies  |
| 2013 | INAC Kōbe Leonessa              | 2:2 (4:3 n. E.) | Albirex Niigata Ladies            |
| 2014 | NTV Beleza                      | 1:0             | Urawa Red Diamonds Ladies         |
| 2015 | INAC Kōbe Leonessa              | 1:0             | Albirex Niigata Ladies            |
| 2016 | INAC Kōbe Leonessa              | 0:0 (5:4 n. E.) | Albirex Niigata Ladies            |
| 2017 | NTV Beleza                      | 3:0             | Nojima Stella Kanagawa Sagamihara |
| 2018 | NTV Beleza                      | 2:2 (2:0 ET)    | INAC Kōbe Leonessa                |
| 2019 | NTV Beleza                      | 1:0             | Urawa Red Diamonds Ladies         |
| 2020 | NTV Beleza                      | 4:3             | Urawa Red Diamonds Ladies         |